# Kasteel de Haar
Kasteel de Haar é um castelo medieval situado à leste da vila de Haarzuilens, na província de Utreque, nos Países Baixos. O castelo situa-se em uma pequena ilha no braço morto do rio Reno. Está clasificado como rijksmonument, estando na lista de edifícios 
dos Países Baixos e qualificado como edíficio antigo protegido. Foi a residência dos barões Van Zuylen no século XV até XVII. O castelo foi assediado durante a guerra civil em Utreque.

## História

### Fundação

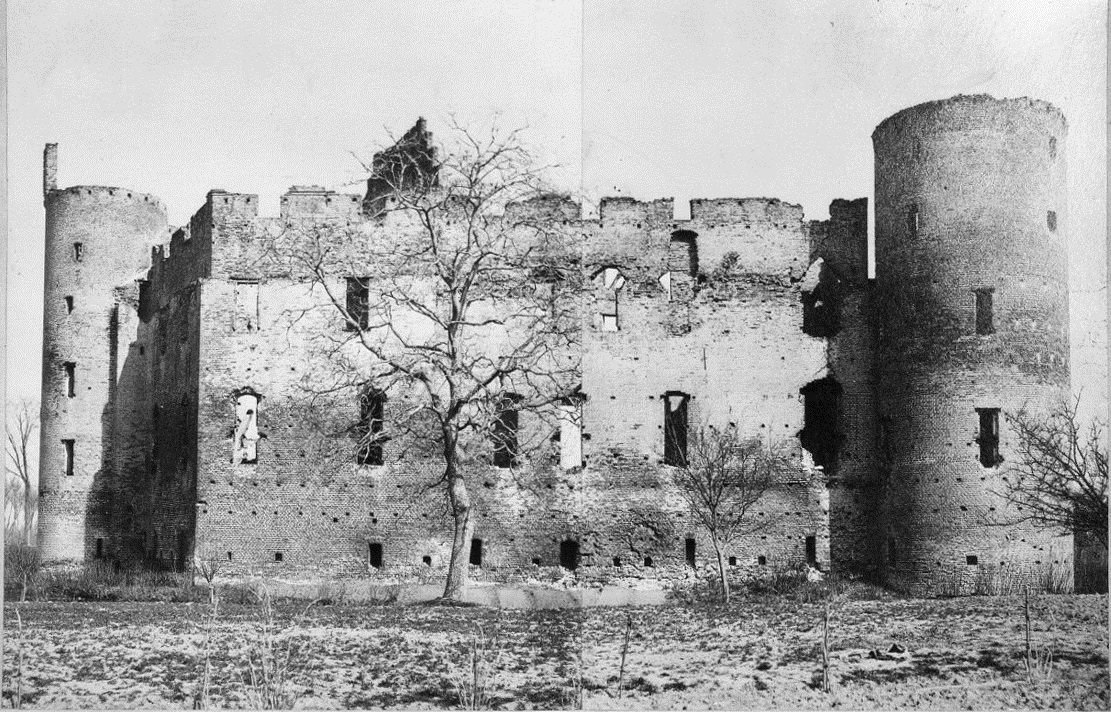
Ruína do castelo em 1887

A data exata da fundação do castelo não é conhecida. Pesquisa arqueológica revelou que a primeira edificação do castelo data do século XII. Este castelo tinha um plano pentagonal irregular. O atual castelo apresenta uma planta com formato poligonal. Em virtude da sua importância arqueológica o castelo e a capela, que também faz parte do complexo arquitetônico, foram designados como monumento arqueológico.
A primeira menção à estrutura fortificada remonta ao ano de 1391, quando o castelo era residência do nobre Henrique II, Senhor de Vianen. O castelo passou as mãos da família Van de Haar após o senhor feudal ter-lo posto à disposição de Boekel van de Haar. Através do casamento de Yosyna van de Haar com Dirk van Zuylen o castelo passou para a posse da família Van Zuylen em 1449.

### Guerra civil
Em 1482, durante a guerra civil do Gancho e do Bacalhau, o castelo foi cercado pelo stadhouder Burgúndio após Dirk van Zuylen ter prendido um invasor e suas tropas. O stadhouder libertou as tropas e depois incendiou o castelo. Em seguida, uma multidão derrobou os muros do castelo. Entre 1505 e 1550, Dirk van Zuylen, então proprietário do castelo e também prefeito de Utreque, reconstruiu e ampliou a fortificação.

### Reconstrução

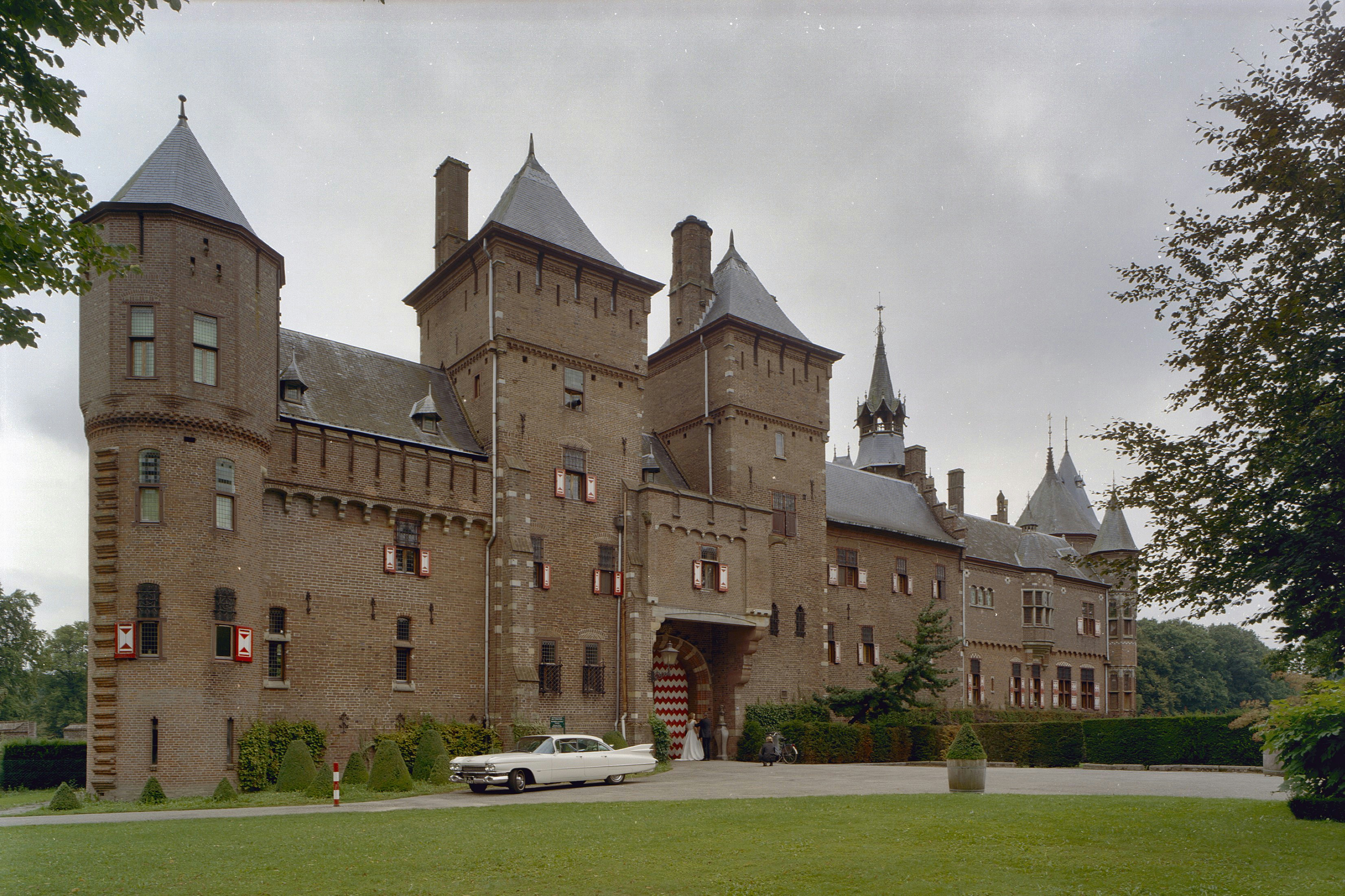
Fachada do châtelet

Após ter sido reconstruído e ampliado o castelo foi danificado por um tornado em 1672. Nos séculos XVIII e XIX, o castelo tornou-se uma ruína abandonada. Apesar de estar na posse da família Van Zuylen, membros da família não moravam no castelo. Em 1890, o barão Étienne van Zuylen van Nyevelt van de Haar (1860-1934) erdou o castelo em ruínas, conhecido como Het Huys te Haer, do seu pai Gustave van Zuylen. Ele casou-se com a baronesa francesa Hélène de Rothschild (1863-1947), uma herdeira da família Rothschild. Com o auxílio financeiro dela, ele pôde reconstruir o castelo novamente.
No final do século XIX, mais precisamente em 1892, foram iniciadas as obras de reconstrução e restauração do castelo. A reconstrução do Kasteel de Haar ficou a cargo do renomado arquiteto neerlandês Pierre Cuypers. A partir de 1910 foi realisado o châtelet (castelo pequeno), que foi conetado com o castelo grande por meio de duas pontes. Em 1912, Cuypers apresentou a conclusão das obras de reconstrução e restauração.
Com a assistência do seu filho Joseph, o arquiteto restaurou, reconstruiu e completou uma ruína com uma história de mais de sete séculos. O resultado de vinte anos de trabalho foi um castelo em estilo neogótico com um fosso, uma capela, jardins e um parque. Após a restauração, Kasteel de Haar tornou-se o maior e mais luxuoso castelo do Países Baixos.

### Visitas célebres
O filho do barão e da baronesa só residia no castelo durante o outono no mês de setembro. Ele convidava amigos para hospedar lá. Entre os seus hóspedes encontram-se celebridades como Brigitte Bardot, Maria Callas, Sophia Loren, Michael Caine, Roger Moore e Gregory Peck.